# Laura Sogar
Laura Sogar (Dallas (Texas), 27 april 1991) is een Amerikaanse zwemster.

## Carrière
Bij haar internationale debuut, op de wereldkampioenschappen kortebaanzwemmen 2012 in Istanboel, veroverde Sogar de zilveren medaille op de 200 meter schoolslag. Samen met Olivia Smoliga, Christine Magnuson en Lia Neal zwom ze in de series van de 4x100 meter wisselslag, in de finale sleepte Smoliga samen met Jessica Hardy, Claire Donahue en Megan Romano de bronzen medaille in de wacht. Voor haar inspanningen in de series werd Sogar beloond met de bronzen medaille.

## Internationale toernooien
| Jaar | Olympische Spelen | WK langebaan | WK kortebaan                                                     | PanPacs |
| ---- | ----------------- | ------------ | ---------------------------------------------------------------- | ------- |
| 2012 | geen deelname     |              | 200m schoolslag · 4x100m wisselslag · Sogar zwom enkel de series |         |

## Persoonlijke records
Bijgewerkt tot en met 16 december 2012

### Kortebaan
| Afstand         | Tijd    | Datum            | Plaats    |
| --------------- | ------- | ---------------- | --------- |
| 200m schoolslag | 2.16,93 | 16 december 2012 | Istanboel |

### Langebaan
| Afstand         | Tijd    | Datum           | Plaats       |
| --------------- | ------- | --------------- | ------------ |
| 100m schoolslag | 1.07,82 | 26 juni 2012    | Omaha        |
| 200m schoolslag | 2.25,15 | 8 augustus 2012 | Indianapolis |